# Jong Nederland
Jong Nederland ontstond na de Tweede Wereldoorlog binnen de Katholieke Kerk in Nederland en is een landelijke jeugd- en jongerenorganisatie. Het biedt jonge mensen van 4 tot 18 jaar in hun vrije tijd de mogelijkheid te spelen, ontspanning en ontplooiing. Er zijn 80 lokale jeugdclubs bij aangesloten met 12.000 jeugdleden en 2.300 vrijwilligers. Daarnaast is er nog Jong Nederland Limburg met 42 lokale jeugdclubs met 5.500 jeugdleden.
Internationaal is Jong Nederland aangesloten bij de FIMCAP (Fédération Internationale des Mouvements Catholiques d'Action Paroissale). In België is Jong Nederland te vergelijken met de Chiro, Patro en de KSA, maar dan zonder uniform en tegenwoordig minder gericht op het katholiek-zijn.

## Leeftijdsgroepen
- Minioren: 4- en 5-jarigen
- Maxioren: 6- t/m 9-jarigen
- Junioren: 10- t/m 12-jarigen

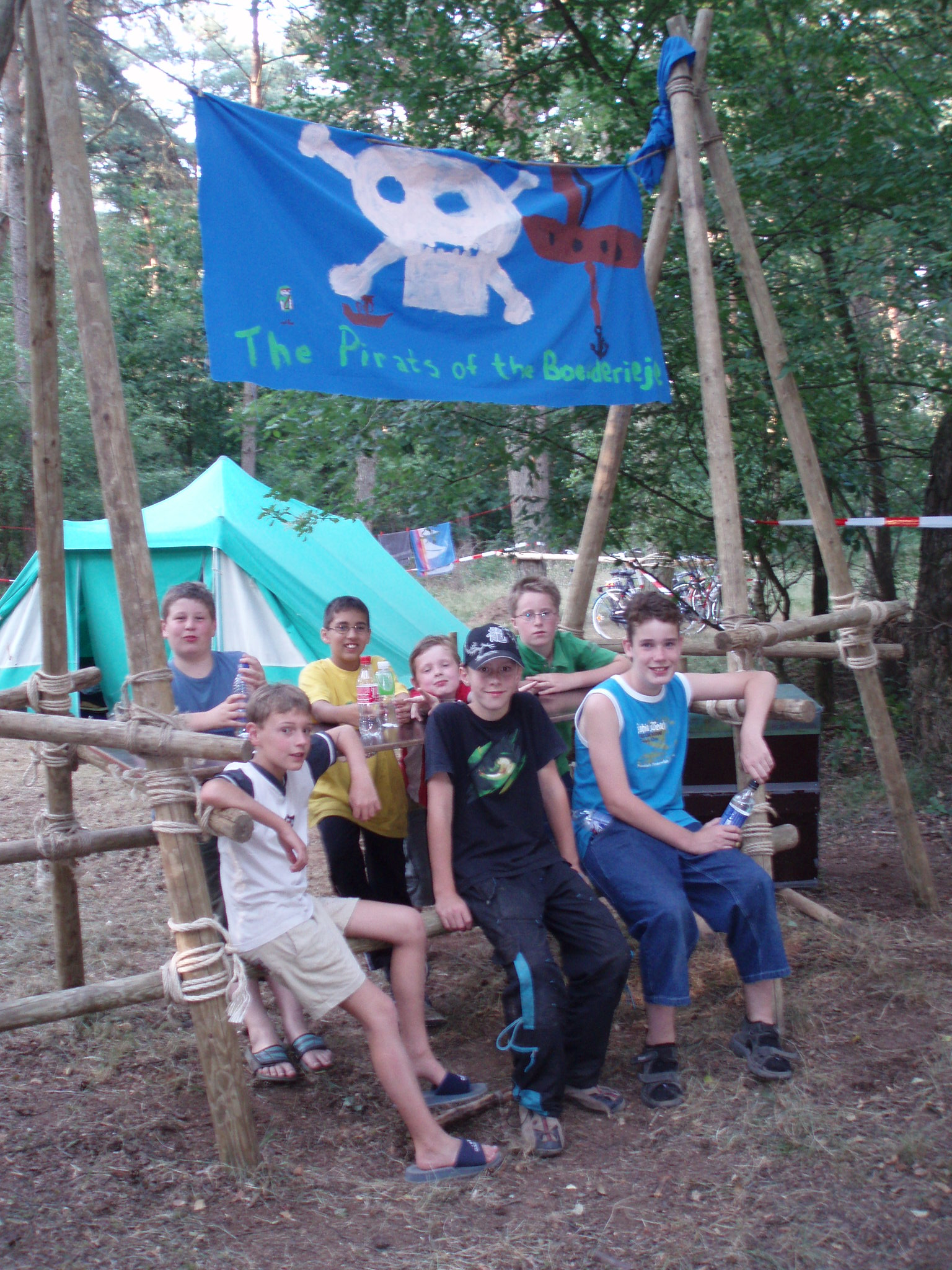
Maxioren op kamp aan hun zelfgemaakte keukentafel

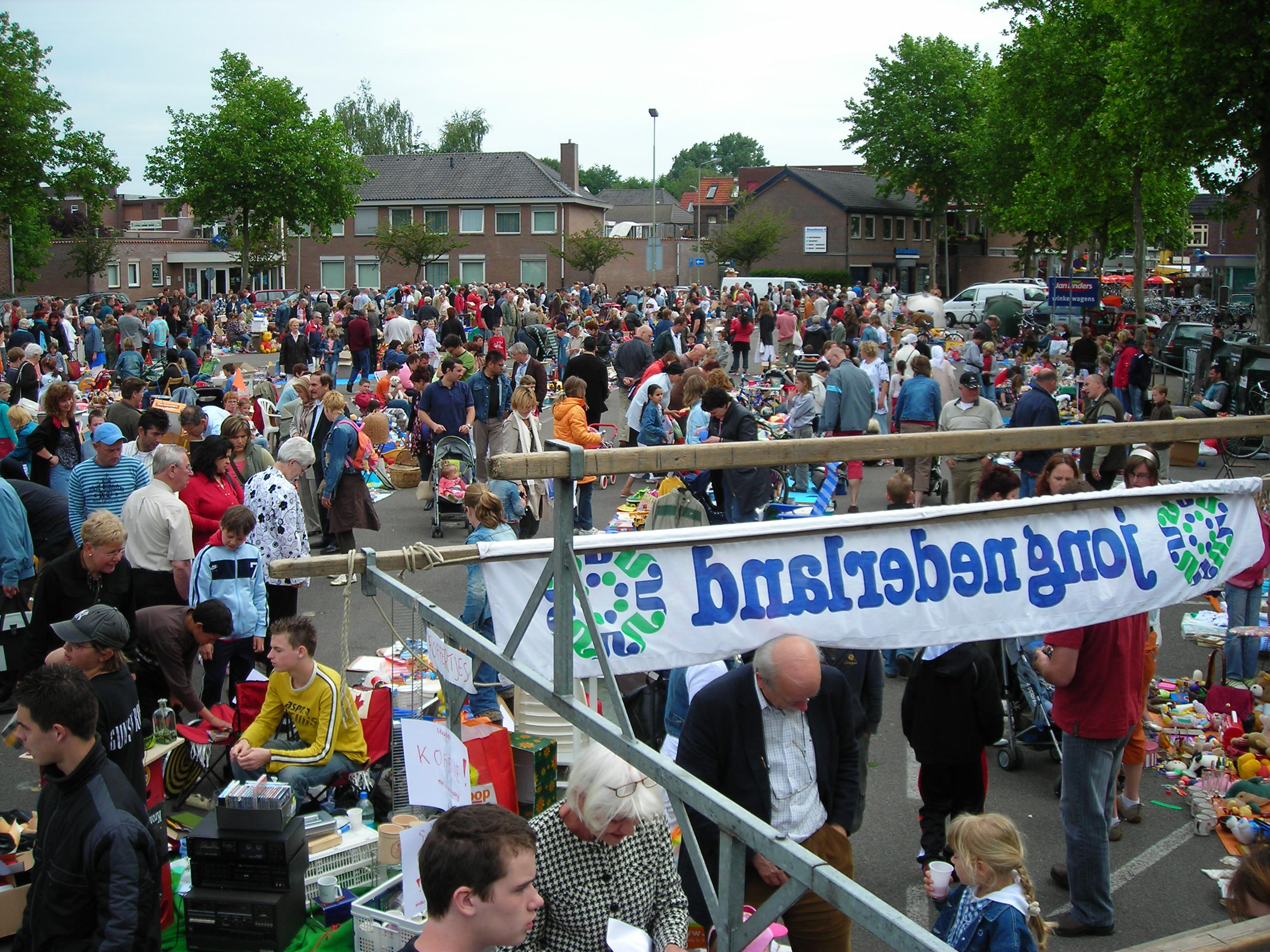
De jaarlijkse Genneper rommelmarkt georganiseerd door Jong Nederland Gennep.

- Senioren: 13- t/m 15-jarigen (kan echter ook voor 16- t/m 18-jarigen zijn)
- 16-plussers: 16- t/m 18-jarigen (dit is niet voor alle verenigingen)
- Leiding: Vanaf 18 jaar mag eenieder die dit wil, doorgaan als leider.

## Methodieken
Voor al haar leeftijdsgroepen heeft Jong Nederland eigen methodieken beschreven, waar de afdelingen gebruik van kunnen maken voor hun groepsbijeenkomsten. Zo spelen de Minioren in hun tuinhuis, verzamelen de Maxioren zich rond de kast van 'Verzamel Kees', gaan de Junioren, met behulp van de Novib, de wereld rond en zijn de Senioren bezig met hun eigen projecten.

## Pijlers
Jong Nederland is op drie terreinen actief, de zogenaamde pijlers:
- Creativiteit, waarbij geknutseld wordt, zoals het maken van een scooter en een kerststal met kerstmis
- Sport en spel, waarbij bijvoorbeeld gehonkbald wordt, maar ook Jong-Nederlandeigen spelen als emmerbal , votbal en sokworstelen.
- Buitenleven, zoals een kamp waarin de kinderen een week lang in de buitenlucht plezier maken

De drie terreinen hebben geen duidelijke grenzen; ze lopen vaak in elkaar over.

## Geschiedenis
Vlak na de Tweede Wereldoorlog wilden de Nederlandse bisschoppen een stimulans geven aan de katholieke jeugdwerking. Daarom besloten zij tot standaardisatie van de diverse katholieke jeugdorganisaties. De bedoeling was om alle katholieke jeugd- en jongerenorganisaties, waaronder de Jonge Wacht in het Bisdom Roermond en de Katholieke Verkenners, de Kruisvaart, het Jongensgilde, de Jongensclubs en Patronaten, op te heffen en de groepen op te laten gaan in de nieuw op te richten Katholieke Jeugdbeweging (KJB). Van deze groeperingen was de Katholieke Verkenners verreweg de grootste. Na veel onderhandelingen konden ze verdergaan in de Katholieke Jeugdbeweging als Verkenners van de Katholieke Jeugdbeweging (de VKJB). Nadat in 1961 de Katholieke Verkenners een zelfstandige organisatie werd, ontstond Jong Nederland uit de overige delen van de Katholieke Jeugdbeweging.